# Durania (kommun)
Durania är en kommun i Colombia.   Den ligger i departementet Norte de Santander, i den norra delen av landet, 400 km norr om huvudstaden Bogotá. Antalet invånare är 4 289.